# Buergenerula typhae
Buergenerula typhae är en svampart som först beskrevs av Fabre, och fick sitt nu gällande namn av Arx 1977. Buergenerula typhae ingår i släktet Buergenerula och familjen Magnaporthaceae.   Inga underarter finns listade i Catalogue of Life.